# Forward rate agreement
Forward rate agreement (FRA) je finanční instrument, který umožňuje zajistit pro určité období v budoucnosti fixní úrokovou sazbu pro určitý závazek či pohledávku. Nespočívá ve skutečném poskytnutí nebo přijetí budoucího úvěru (depozita) za pevně sjednaných podmínek. Je to smluvní ujednání dvou stran o výměně dvou částek finančních prostředků, z nichž jedna je známá a u druhé částky je znám jen předpis potřebný na výpočet. Jedná se o vzájemné započtení obou plateb, podkladové nástroje se mezi sebou nepřesouvají, obchod je sjednaný v jedné měně, dochází jen k poskytnutí úrokového rozdílu mezi pevně sjednanou úrokovou sazbou ve FRA a skutečnou výší tržní úrokové sazby. Je to druh úrokového derivátu, který je sjednáván jako nestandardizovaný kontrakt na mimoburzovním trhu. To znamená, že partneři nejsou limitování nařízeními burzy a mohou si podmínky obchodu sjednat individuálně.

## Náležitosti FRA
Jak bylo uvedeno výše, FRA má smluvní charakter, mezi základní náležitosti patří:
- subjekty sjednávající kontrakt
- úrokové období, ke kterému se FRA vztahuje
- termín v budoucnosti jako počátek úrokového období
- fixní úroková sazba
- referenční sazba – určitá tržní úroková sazba
- nominální částka, ze které se určuje výše plnění
- měna, ve které je FRA sjednáno
- termín, ve kterém probíhá sjednání

### Subjekty sjednávající FRA
FRA spolu sjednávají dva subjekty. Označují se jako prodávající a kupující:
- Kupující FRA si zajišťuje fixní úrokovou sazbu pro své budoucí pohyblivě úročené závazky neboli se zajišťuje proti vzestupu úrokových sazeb.
- Prodávající FRA si zajišťuje fixní úrokovou sazbu pro své budoucí pohyblivě úročené pohledávky neboli se zajišťuje proti poklesu úrokových sazeb.

### FRA období
Je to délka úrokového období, pro které se vztahují úroky. FRA období se určuje dvěma lhůtami, které udávají v měsících časovou vzdálenost ode dne sjednání FRA do začátku a do konce FRA období. Protože je to nestandardizovaný instrument, nejsou zadány striktní lhůty pro obchodování. V praxi se obchodují hlavně FRA se splatností do jednoho roku (3x6, 6x9, 6x12).

### Nominální hodnota FRA
Slouží pro výpočet výše plnění plynoucího z FRA. Tato částka se mezi subjekty nepřesouvá. Nominální hodnota FRA se nachází v podrozvaze, proto se FRA uvádějí jako bilančně neutrální nebo podrozvahové obchody.

### Referenční úroková sazba
Slouží k odvození výše plnění vyplývajícího z FRA. Referenční sazba musí splňovat následující podmínky: 
- musí vyjadřovat úroveň tržních úrokových sazeb vztažených vzhledem k délce FRA období,
- způsob jejího stanovení musí být jednoznačně předem dán,
- její výši nesmí mít možnost žádný ze subjektů ovlivnit.

Nejčastěji se používají sazby: LIBOR, EURIBOR, pro korunové FRA je to PRIBOR.

### Odvození FRA sazby z úrokové sazby z vkladů
rL – dlouhodobá úroková míra
rS – krátkodobá úroková míra
B –  počet dnů
DL – počet dnů, dlouhodobá úroková míra
DS – počet dnů, krátkodobá úroková míra
DFRA – počet dnů, FRA

## Plnění z FRA
Základ plnění z FRA spočívá ve vzájemné směně FRA sazby a referenční sazby. V praxi dochází pouze k vyrovnání salda vyplývajícího z rozdílu mezi oběma sazbami (interest netting)

### Vypořádání FRA kontraktů
Pro určení toho, kdo komu plnění poskytuje a jaká je jeho výše, je rozhodující hodnota referenční sazby v rozhodný den na počátku FRA období vzhledem k sjednané FRA sazbě. Mezi sjednanou FRA sazbou a referenční sazbou mohou nastat tyto situace:
1. referenční sazba leží nad sjednanou FRA sazbou – plnění poskytuje prodávající kupujícímu
2. referenční sazba leží pod sjednanou FRA sazbou – plnění poskytuje kupující prodávajícímu
3. referenční sazba se rovná sjednané FRA sazbě – k žádné platbě mezi prodávajícím a kupujícím nedochází

### Odvození výše plnění z FRA
Výše plnění je odvozená z:
1. rozdílu mezi dohodnutou FRA sazbou a referenční sazbou v rozhodný den,
2. nominální hodnoty, 
3. délky FRA období. 
K termínu T2 ji lze z pohledu kupujícího vypočítat podle vzorce pro výpočet úroku: 
V praxi se plnění z FRA platí zpravidla na počátku FRA období, musí být tedy k datu T1 diskontováno: 
pFRA – dohodnutá FRA sazba v % p.a.
pref – referenční sazba v % p.a.
tFRA – délka období FRA ve dnech
NH – nominální hodnota FRA

## Ohodnocování FRA
Hodnota vyplývá z rozdílu mezi cenou bázického instrumentu dohodnutou v kontraktu a aktuální cenou na trhu. V okamžiku sjednání kontraktu je hodnota rovná nule, protože mezi obchodními subjekty neproběhla žádná platba, čistá současná hodnota všech plateb spojených s FRA je nulová. Po sjednání FRA se v důsledku pohybu tržních úrokových sazeb mění i hodnota FRA kontraktu. Hodnotu FRA je možné odvodit z aktuální FRA sazby. Hodnotu FRA v určitém okamžiku představuje částka, kterou je možné získat prostřednictvím uzavření pozice plynoucí z původního FRA prostřednictvím opačného kontraktu sjednaného na základě aktuálních podmínek na trhu na shodné období, nominální hodnotu i referenční sazbu jako původní FRA. Tato částka vyplývá z rozdílu mezi plněním z původního a nového FRA.

## Využití FRA
- Prodávající: FRA k zajištění kapitálu, investovaného do úrokových instrumentů citlivých na vývoj tržní úrokové míry, proti poklesu úrokových sazeb
- Kupující: FRA k zajištění své očekávané budoucí potřeby kapitálu, proti vzestupu tržních úrokových sazeb